# Swiss Universities Championships 2018
| Medaillenspiegel (nach allen 14 Entscheidungen) | Medaillenspiegel (nach allen 14 Entscheidungen) | Medaillenspiegel (nach allen 14 Entscheidungen) | Medaillenspiegel (nach allen 14 Entscheidungen) | Medaillenspiegel (nach allen 14 Entscheidungen) | Medaillenspiegel (nach allen 14 Entscheidungen) |
| Platz                                           | Hochschule                                      | G                                               | S                                               | B                                               | Gesamt                                          |
| ----------------------------------------------- | ----------------------------------------------- | ----------------------------------------------- | ----------------------------------------------- | ----------------------------------------------- | ----------------------------------------------- |
| 01                                              | Universität Lausanne                            | 4                                               | 3                                               | 3                                               | 10                                              |
| 02                                              | ETH Zürich                                      | 3                                               | 3                                               | 2                                               | 8                                               |
| 03                                              | Universität Basel                               | 3                                               | 2                                               | 2                                               | 7                                               |
| 04                                              | Universität St. Gallen                          | 3                                               | —                                               | 1                                               | 4                                               |
| 05                                              | Universität Zürich                              | 1                                               | 2                                               | 1                                               | 4                                               |
| 06                                              | Universität Bern                                | —                                               | 2                                               | 3                                               | 5                                               |
| 07                                              | Universität Genf                                | —                                               | 1                                               | 1                                               | 2                                               |
| 08                                              | Universität Freiburg                            | —                                               | 1                                               | —                                               | 1                                               |
| 09                                              | EPFL                                            | —                                               | —                                               | 1                                               | 1                                               |
|                                                 | Total:                                          | 14                                              | 14                                              | 14                                              | 42                                              |

Die Swiss Universities Championship 2018 wurden vom 11. bis zum 13. Mai 2018 in Tenero ausgetragen. Sie war die zweite Swiss Universities Championship.

## Teilnehmer
| Schulen (14 Hochschulen, 630 Studenten)     | Schulen (14 Hochschulen, 630 Studenten) | Schulen (14 Hochschulen, 630 Studenten) |
| Eidgenössische Technische Hochschulen (2/2) | Kantonale Universitäten (10/10) | Fachhochschulen (2/9)                   |
| ------------------------------------------- | --- | --------------------------------------- |
| - ETH Zürich - EPFL                         | - Universität Basel - Universität Bern - Universität Genf - Universität Freiburg - Universität der italienischen Schweiz - Universität Lausanne - Universität Luzern - Universität Neuenburg - Universität St. Gallen - Universität Zürich | - HTW Chur - Zürcher Fachhochschule     |

## Sportarten
| Zeitplan                        | Zeitplan                         | Zeitplan | Zeitplan | Zeitplan | Zeitplan         |
| Disziplin                       | Disziplin                        | Fr. 11.  | Sa. 12.  | So. 3.   | Entschei- dungen |
| Disziplin                       | Disziplin                        | Mai      | Mai      | Mai      | Entschei- dungen |
| ------------------------------- | -------------------------------- | -------- | -------- | -------- | ---------------- |
| 3×3-Basketball (Männer, Frauen) | 3×3-Basketball (Männer, Frauen)  |          |          | 2        | 2                |
| Fussball (Männer, Frauen)       | Fussball (Männer, Frauen)        |          |          | 2        | 2                |
| Golf (Männer, Frauen, Team)     | Golf (Männer, Frauen, Team)      |          | 3        |          | 3                |
| Handball (Männer, Frauen)       | Handball (Männer, Frauen)        |          |          | 2        | 2                |
| Ultimate Frisbee                | Ultimate Frisbee                 |          |          | 1        | 1                |
| Volleyball                      | Beachvolleyball (Männer, Frauen) |          |          | 2        | 2                |
| Volleyball                      | Volleyball (Männer, Frauen)      |          |          | 2        | 2                |
| Entscheidungen                  | Entscheidungen                   |          | 3        | 11       | 14               |
|                                 |                                  | Fr. 11.  | Sa. 12.  | So. 3.   |                  |
| Mai                             |                                  |          |          |          |                  |

Farblegende